# アクアチント
アクアチント (Aquatint) とは、版画の凹版技法のひとつ。銅版画の面の表現の技法である。

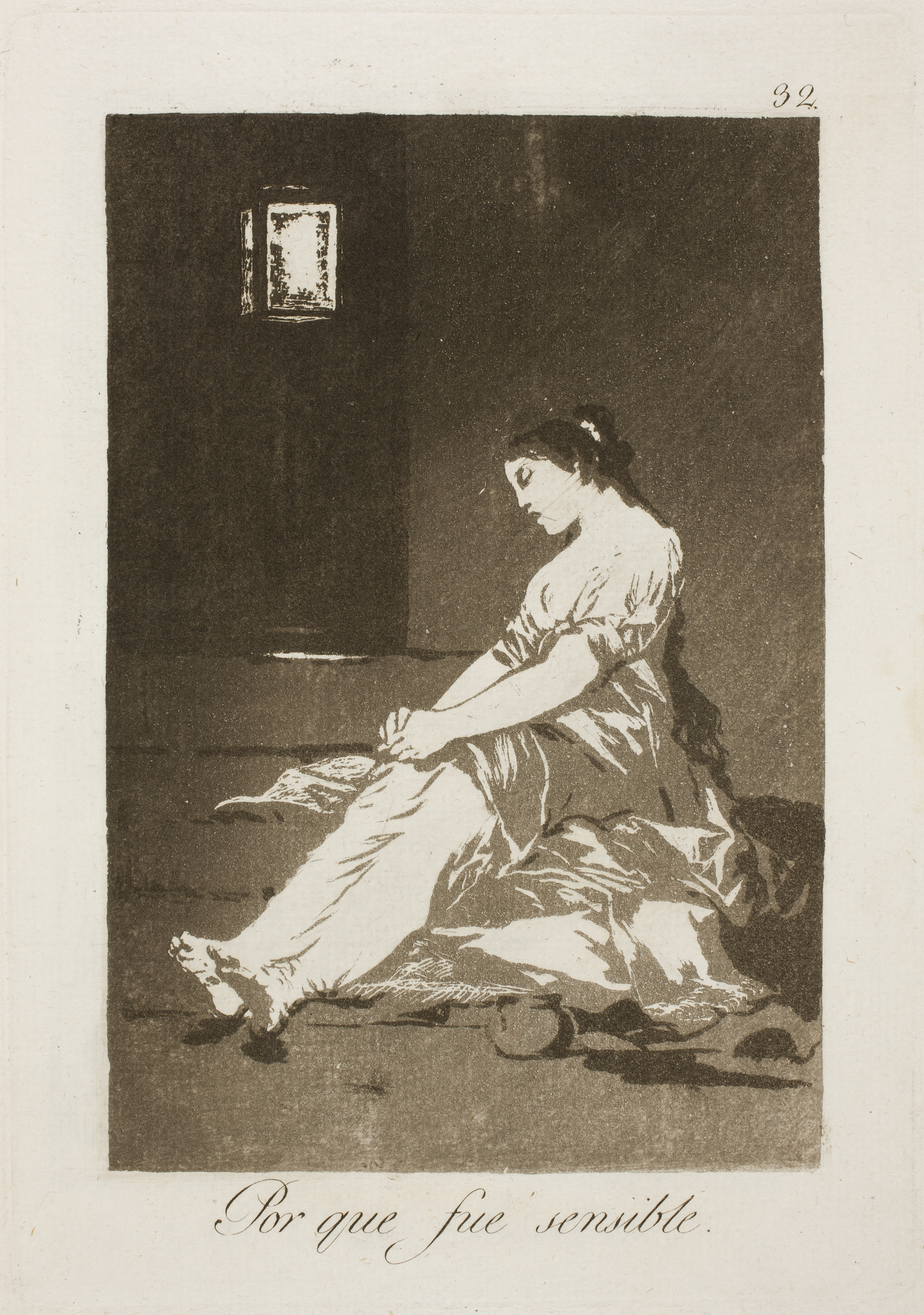
ゴヤ, No. 32 of 「Caprichos」 (1799, Por que fue sensible)

## 概要
フランス人のジャン・バティスト・ルプランスがアクアチントを創始した。腐食防止用の防蝕剤（松脂を細かくパウダー状にしたもの）を布の袋などに入れて銅版に振りかけ、熱で定着させた後に腐蝕する。防触剤の隙間から覗いた銅版が腐蝕され、ザラザラなサンドペーパーのような面が生じる。濃淡は腐蝕の時間で加減する。近年は、アクリル樹脂系の防触剤をエアブラシで吹きつける方法も多く用いられている。

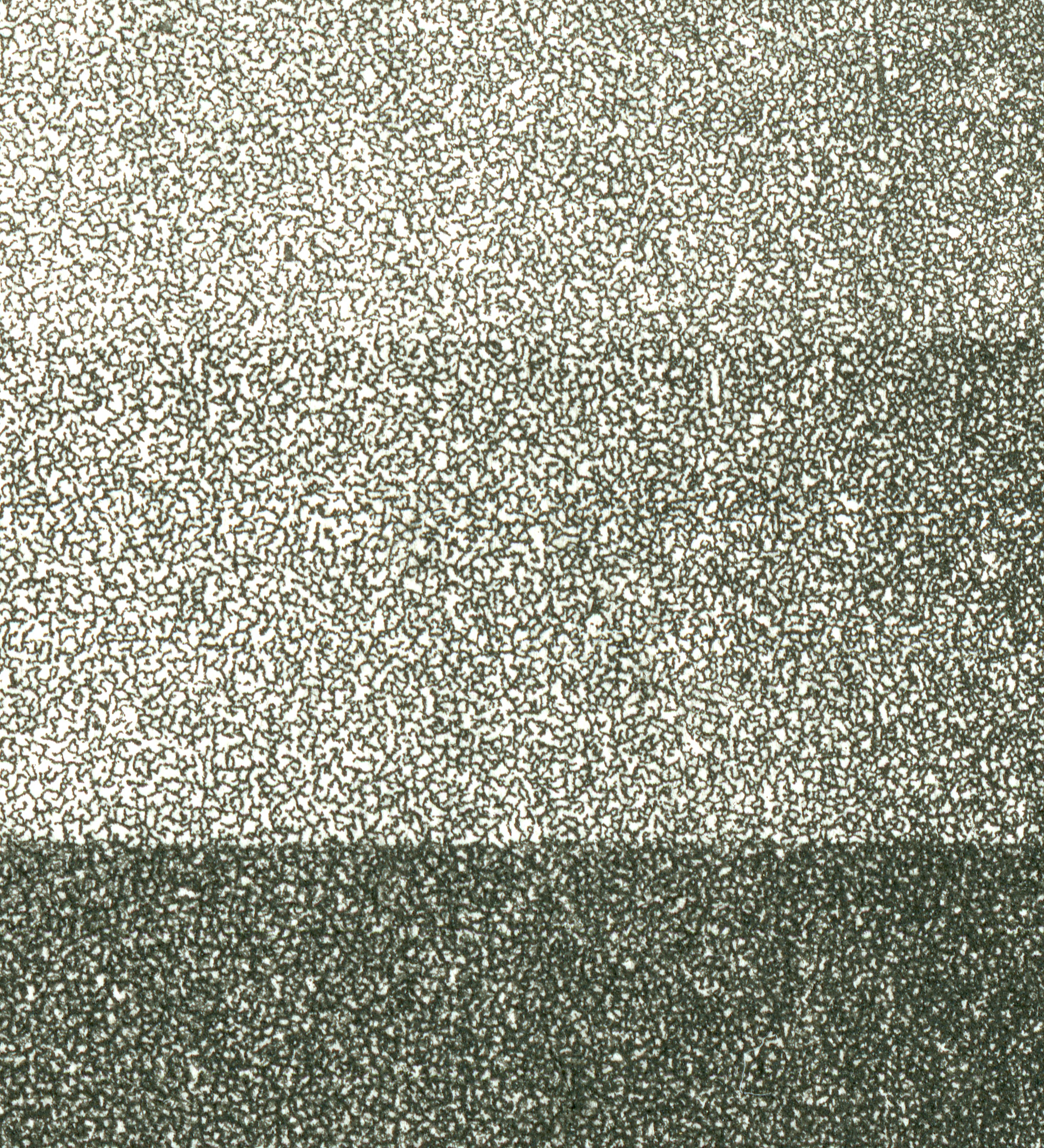
印刷されたアクアチントのデモンストレーションセクションの拡大

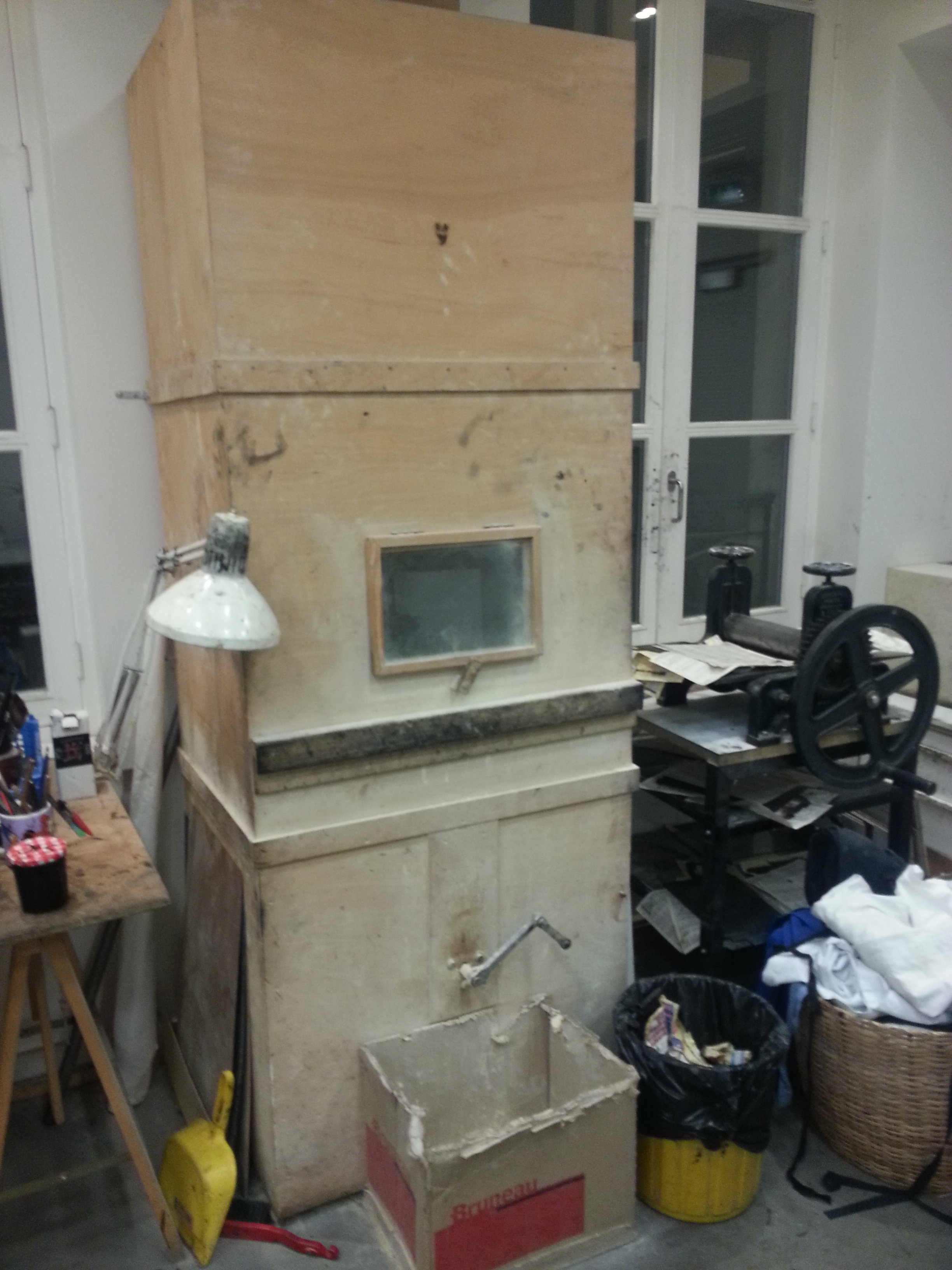
プレートに樹脂粉末を塗布するために使用されるアクアチントボックス

線で明暗を描く技法とは違い、面で明暗をつけることにより繊細なトーンを表現できる。
応用技法として、シュガー・アクアチントやスピットバイト・アクアチントなどがある。

## アクアチント作家
- フリードリヒ・メクセペル
- プリシラ・スーザン・ビューリー
- ジェーコブ・ビゲロー
- ジャック・ヴィヨン
- リチャード・スペア
- レオノーラ・キャリントン
- エドヴァルド・ムンク
- エドアルド・キヨッソーネ
- メアリー・カサット
- フェリシアン・ロップス
- 浜田知明
- 池田満寿夫
- 長谷川潔
- 鈴木朝潮(複合技法)
- 南桂子
- 高橋義治 (画家)
- 中林忠良